# Anne Tyler
Anne Tyler (ur. 25 października 1941 w Minneapolis) – amerykańska pisarka.
Pochodzi z rodziny kwakrów. W 1961 ukończyła studia licencjackie na Duke University. Kontynuowała naukę na Columbia University. Otrzymała National Book Critics Circle Award w kategorii fikcja za książkę Przypadkowy turysta (1985) oraz Nagrodę Pulitzera w tej samej kategorii za powieść Lekcje oddychania (1989).
Dwie z jej powieści doczekały się adaptacji filmowej (Obok życia i Przypadkowy turysta), a cztery telewizyjnej (Lekcje oddychania, Święty być może, Earthly Possessions i Back When We Were Grownups).
Poślubiła irańskiego psychiatrę Taghi Mohammada Modarressiego (zm. 1997). Para miała dwie córki Tezh i Mitrę. Mieszka w Baltimore.

## Dzieła
- If Morning Ever Comes (1964)
- The Tin Can Tree (1965)
- A Slipping-Down Life (1970) (wyd. pol. 1993 Obok życia)
- The Clock Winder (1972)
- Celestial Navigation (1974) (wyd. pol. 1994 Niebieska żegluga)
- Searching for Caleb (1975)
- Earthly Possessions (1977)
- Morgan's Passing (1980) (wyd. pol. 1995 Przypadki Morgana)
- Dinner at the Homesick Restaurant (1982) (wyd. pol. 1993 Obiad w restauracji dla samotnych)
- The Accidental Tourist (1985) (wyd. pol. 1995 Przypadkowy turysta)
- Breathing Lessons (1988) (wyd. pol. 1997 Lekcje oddychania)
- Saint Maybe (1991) (wyd. pol. 1997 Święty być może)
- Ladder of Years (1995) (wyd. pol. 1997 Drabina czasu)
- A Patchwork Planet (1998)
- Back When We Were Grownups (2001) (wyd. pol. 2002 Kiedy byliśmy dorośli)
- The Amateur Marriage (2004)
- Digging to America (2006)
- Noah's Compass (2009)
- The Beginner's Goodbye (2012) (wyd. pol. 2014 Pożegnanie dla początkujących)
- A Spool of Blue Thread (2015) (wyd. pol. 2015 Na szpulce niebieskiej nici)
- Vinegar Girl (2016) (wyd. pol. 2016 Dziewczyna jak ocet)
- Clock Dance (2018) (wyd. pol. 2019 Taniec zegara)
- Redhead by the Side of the Road (2020)
- French Braid (2022)[5]